# Ковальчук, Валентин Михайлович
Валенти́н Миха́йлович Ковальчу́к (22 июля 1916, Петроград, Российская империя — 4 октября 2013, Санкт-Петербург, Россия) — советский и российский историк, полковник, доктор исторических наук, заслуженный деятель науки РСФСР (1987).

## Биография
Родился 22 июля 1916 года в Санкт-Петербурге. До 1934 года учился в школе имени 10-летия Октября на пр. Стачек. С ранних лет мечтал о военной карьере, хотел стать лётчиком, однако не мог пойти в армию из-за проблем со здоровьем. Вместо этого поступил на исторический факультет ЛИФЛИ, который во время его обучения был объединён с историческим факультетом ЛГУ. Отучившись в ЛГУ, вернулся к мысли о начале военной карьеры, окончил адъюнктуру Военно-морской академии, в 1941—1942 годах преподавал в Севастопольском военно-морском училище, с 1942 года — сотрудник исторического отдела Главного штаба ВМФ. С 1945 года служил в Военно-морской академии имени К. Е. Ворошилова, где готовили преподавателей истории в высших военно-морских вузах. После начала Великой Отечественной войны преподавал в Черноморском высшем военно-морском училище, затем проходил службу в Главном морском штабе. С оперативным дежурством совмещал исследовательскую работу, занимая должности историографа, научного сотрудника и учёного секретаря Главного морского штаба. На основе архивных документов составил секретную хронику боевых действий Черноморского флота. После окончания Великой Отечественной войны вернулся в Ленинград и начал преподавать в Военно-морской академии. В 1954 году защитил диссертацию «Защита морских коммуникаций осаждённого Севастополя», став кандидатом военно-морских наук.
Уволен в запас, с 1960 года работал в Ленинградском отделении Института истории АН СССР, где сразу стал руководителем авторского коллектива пятого тома труда «Очерки истории Ленинграда» — «Ленинград в Великую Отечественную войну». Работал на должностях от младшего до главного научного сотрудника, был заведующим Отделом истории советского общества (ныне — Отдел истории современной России). За книгу «Ленинград и Большая земля. История Ладожской коммуникации блокированного Ленинграда в 1941—1943 гг.» (1975 год) ему была присуждена учёная степень доктора исторических наук.
В 1978—1983 годах преподавал на историческом факультете Ленинградского государственного университета.
Участник Великой Отечественной войны, был награждён орденами «Отечественной войны» II степени, Красной Звезды, Трудового Красного Знамени и медалями. За исследование истории Великой Отечественной войны и обороны Ленинграда награждён орденом «За заслуги перед Отечеством» IV степени (2006) и памятной медалью Правительства Санкт-Петербурга, нагрудным знаком «Участник Дороги жизни» (награда Совета ветеранов Краснознамённой Ладожской флотилии).
Ответственный редактор четырёхтомника «В тылу врага» (о партизанском движении в Ленинградской области).
Вице-президент Ассоциации историков блокады и битвы за Ленинград в годы Второй мировой войны. Председатель секции исторических памятников Санкт-Петербургского отделения Всероссийского общества охраны памятников истории и культуры.
Лауреат Литературной премии имени Маршала Советского Союза Л. А. Говорова Законодательного собрания Санкт-Петербурга за книгу «Магистрали мужества».
Умер 4 октября 2013 года, похоронен на Казанском кладбище в Пушкине.

## Семья
- Отец — Михаил Иванович Ковальчук (род. 1887), крестьянин из с. Лукановка Балтского уезда Подольской губернии Российской империи (сейчас Первомайского района Николаевской области Украины). Служил рядовым в мастерских Офицерской электротехнической школы[5]. С 1914 года работал токарем на Путиловском заводе, затем на заводе «Электросила».
- Мать — Екатерина Петровна Сукина (род. 1888), из крестьян с. Досчатое Меленковского уезда Владимирской губернии, дочь рабочего.
- Жена — историк Мирьям Абрамовна Ковальчук (Виро) (1918—1998), изучала деятельность РСДРП(б)/РКП(б)/ВКП(б) в условиях народного представительства в Государственной думе Российской империи и в Дальневосточной республике, а также организационно-идеологическую роль партии в народном хозяйстве (социалистическое соревнование, стахановское движение). До 1980 года работала преподавателем на кафедрах основ марксизма-ленинизма, марксизма-ленинизма и истории КПСС исторического факультета ЛГУ.
  - Сыновья — физик Михаил (род. 1946) и бизнесмен Юрий (род. 1951).

## Научная деятельность
Автор работ по истории Великой Отечественной войны 1941—1945 гг. и обороны Ленинграда. Один из авторов многотомной «Истории Второй мировой войны». В 1965 году совместно с Г. Л. Соболевым опубликовал статью «Ленинградский „реквием“», в которой обосновал информацию о масштабности смертности жителей блокадного Ленинграда.

## Основные труды
- Непокорённый Ленинград: Краткий очерк истории города в период Великой Отеч. войны / А. Р. Дзенискевич, В. М. Ковальчук, Г. Л. Соболев и др.; [Редкол.: В. М. Ковальчук (отв. ред.) и др.]. — Л.: Наука, Ленингр. отд-ние, 1985. — 327 с.
- Ковальчук В. М. Ленинград и Большая земля: История Ладож. коммуникации блокир. Ленинграда в 1941—1943 гг. — Л.: Наука, Ленингр. отд-ние, 1975. — 328 с.
- В годы суровых испытаний: Ленингр. парт. орг. в Великой Отеч. войне / [А. Р. Дзенискевич, В. М. Ковальчук, А. П. Крюковских и др.; Редкол.: В. М. Ковальчук (науч. ред.) и др.]. — Л.: Лениздат, 1985. — 422 с.
- Ковальчук В. М. Магистрали мужества: Коммуникации блокированного Ленинграда, 1941—1943 / Рос. акад. наук. С.-Петерб. ин-т истории. — СПб.: Вести, 2001. — 517 с.
- Ковальчук В. М. 900 дней блокады: Ленинград, 1941—1944 / Рос. акад. наук, С.-Петерб. ин-т истории. — СПб.: ДБ, 2005. — 234 с. — (Искусство России).
- Оборона Ленинграда. 1941—1944 [Текст]: Воспоминания и дневники участников / Предисл. Маршала Советского Союза М. В. Захарова; [Ред. коллегия: А. М. Самсонов (отв. ред.) и другие]. — Л.: Наука, Ленингр. отд-ние, 1968. — 791 с.
- Ковальчук В. М. Битва за Ленинград // Ленинградская эпопея: Организация обороны и население города. — СПб.: СПбФИРИ РАН, 1995. — С. 9—47.
- Страна — Ленинграду. 1941—1945: Сб. док. / Санкт-Петербург. ин-т истории РАН, Центр. гос. арх. историко-полит. док. Санкт-Петербурга, Центр. гос. арх. Санкт-Петербурга; Отв. ред. В. М. Ковальчук. — СПб.—Кишинёв: Nestor-Historia, 2002. — 404 с.
- Ковальчук В. М. Дорога осаждённого блокадного Ленинграда: Железнодорожная магистраль Шлиссельбург — Поляны в 1943 г. / Отв. ред. Г. Д. Комков. — Л.: Наука, Ленинградское отделение, 1984. — 213 с.
- Ковальчук В. М., Соболев Г. Л. Ленинградский «реквием» (о жертвах населения в Ленинграде в годы войны и блокады) // Вопросы истории. — 1965.
- Ковальчук В. М. Ленинград и Большая земля. — М.: Наука (издательство), 1975. — 328 с. — (Вторая мировая война в исследованиях, воспоминаниях, документах).
- Ленинградская эпопея: Организация обороны и население города / Ред. В. М. Ковальчук. — 1995.
- Ленинград в борьбе: Месяц за месяцем / В. М. Ковальчук и др. — 1994.